# Radiodue 3131
Radiodue 3131 è stata una delle più longeve trasmissioni radiofoniche della Radio italiana. Trasmesso per anni su Radio2, il programma, erede della storica trasmissione Chiamate Roma 3131 (1969-1974), ha cambiato più volte titolo e formula, continuando fino al 2006. Il programma ritorna nel gennaio 2020 col titolo "Chiamate Mara 3131" condotto da Mara Venier.

## Storia della trasmissione
La trasmissione Chiamate Roma 3131, varata il 7 gennaio del 1969 per volontà di Luciano Rispoli che la ideò, per 7 anni fu la prima delle trasmissioni manifesto della Radio; i primi a condurre la trasmissione furono Franco Moccagatta, Gianni Boncompagni e Federica Taddei, che passarono poi i microfoni a Paolo Cavallina, Luca Liguori, Velio Baldassarre. La fondatrice della trasmissione fu Lidia Motta, che la curò per 25 anni, fin quando andò in pensione nel 1994.
Dall'ottobre del 1976, dopo la riforma della Rai, andò in onda Sala F, una trasmissione mattutina rivolta esclusivamente a un pubblico femminile. In comune con Chiamate Roma 3131 aveva ben poco, a parte il numero di telefono.
Nel 1979, cambiava il titolo in Radiodue 3131, diventando la trasmissione più longeva, trasmessa in molte zone dell'Italia, e fu condotta per anni da Corrado Guerzoni fino al 1990 - che farà poi l'alternanza dall'edizione 1987 con Gianluca Nicoletti - mentre Paolo Restuccia era il regista della trasmissione. Quest'ultimo divenne conduttore dall'edizione 1990 - 1991 fino alla stagione 1992 - 1993, accanto a Nicoletti. Dal 1979 al 1990 il programma andava in onda dalla Sala F, poi dal 1990 al 2006 il programma fu trasmesso direttamente dagli studi di via Asiago in Roma. Dal 1980 entra a far parte tra i conduttori anche il giornalista Rino Icardi, direttamente dal pulmino mobile della Rai.
Nel 1983 nasce Radiodue 3131 Notte, curata da Clemen Castellano, e fu l'edizione notturna della trasmissione, condotto inizialmente dal giornalista e ideatore Ivano Balduini, poi da Leopoldo Antinozzi (in seguito diventato il regista della trasmissione) e poi Maurizio Ciampa e Marco Guzzi, con il titolo di: 3131 - Le ore della notte, e fu suddiviso in due parti: la prima parte dalle 21:30 fino alle 22:19 con l'argomento e il tema della puntata, la seconda parte dalle 22:45 fino alle 23:23 con la discussione in diretta con i radioascoltatori, la data di chiusura era di venerdì 2 luglio 1993. Durante quell'estate, gli autori del programma, in un'assemblea insieme ai conduttori e ai registi, decisero di cambiare il titolo della trasmissione, e fu così che lunedì 4 ottobre 1993, partiva il nuovo ciclo del programma con la denominazione 3131; a condurlo furono Maurizio Ciampa e il poeta Marco Guzzi, che per la prima volta venivano promossi nella fascia oraria mattutina dopo anni di edizione notturna. Dal 24 al 28 gennaio, per una settimana il 3131 dedicò la puntata al suo 25º compleanno, ospitando alcuni volti noti della Radio e della Tv. Per ordine di puntata sono stati ospitati: Corrado Guerzoni (conduttore storico di Radiodue 3131), nella puntata di lunedì, condotto da Maurizio Ciampa; Aldo Grasso (nuovo direttore delle 3 testate radiofoniche della Rai), nella puntata di martedì, condotto da Marco Guzzi; Claudio Dematté (nuovo presidente della Rai), Enrico Mentana e Michele Santoro (in collegamento telefonico), nella puntata di mercoledì, condotta dallo stesso Ciampa; Furio Colombo (inviato di molti telegiornali dall'Estero), Michele Lubrano e Paolo Murialdi (in collegamento telefonico), nella puntata di giovedì, condotto dallo stesso Guzzi e infine Livio Barnabò, nella puntata di venerdì, condotta anche questa da Ciampa.
La prima serie si chiuse venerdì 1º luglio 1994, il tema dell'ultima puntata era "I saluti"; fu Maurizio Ciampa a chiudere il primo ciclo del 3131, ma nel periodo di Pasqua, per la prima volta la trasmissione andava in onda di domenica, in data 3 aprile 1994, che prese il titolo di Speciale 3131, con il tema della puntata che era dedicata alla Pasqua e alle cucine pasquali, a condurre questo numero speciale fu Maurizio Ciampa. La seconda serie esordì lunedì 3 ottobre 1994 e si chiuse venerdì 30 giugno 1995, col congedo di Ciampa e Guzzi, che in passato conducevano anche il precedente 3131 Notte dal 1985 al 1991. La puntata più ascoltata dell'ultimo ciclo di "3131" era quella trasmessa in data lunedì 12 dicembre 1994, sul tema "Il dominio dei telequiz e dei radioquiz", e quella puntata fu condotta da Marco Guzzi.
La data più importante fu quella del 6 marzo 1995, quando fu mandata in onda alle ore 20 una puntata speciale del 3131 con l'argomento che riguardava la "Poesia in Parlamento"; a condurla fu proprio Marco Guzzi, che in una puntata successiva ospitò anche Irene Pivetti. L'ultima puntata del 30 giugno 1995 ebbe come argomento "SI'- NO", e fu proprio Ciampa a salutare e congedare gli ascoltatori. Eccezionalmente in quell'anno furono realizzati alcuni speciali estivi, tutti dedicati alla situazione politica in Bosnia; vennero condotti da Sergio Valzania. Dal 18 al 22 settembre il 3131 fu ancora condotto da Sergio Valzania che guidò poi un'altra edizione speciale del "3131", incentrata sui problemi sul Lavoro sull'Economia e sull'Immigrazione. Dal 25 al 29 settembre del 1995 il programma fu condotto da Gianluca Nicoletti, con il titolo di: 3131 - Speciale comunicazione, Radio TV editoria, trasmesso per un'ora dalle 10:30 fino alle 11:30. A partire da lunedì 3 ottobre 1995 si fuse lo storico RadioZorro (trasmesso dal 1992 al 1995 su Radio1 e per alcuni mesi del 1994 su Radio2) e insieme allo storico 3131 nacque; RadioZorro 3131. Il programma, condotto da Oliviero Beha, fu ideato dallo stesso staff dello storico RadioZorro, tra cui Paola De Monte, la regia venne invece affidata a Leopoldo Antinozzi. Lo stesso Beha sempre nell'autunno del 1995 diventa anche lo "Zorro" televisivo, condividendo oltre la radio anche la televisione, infatti su Rai3 condusse un nuovo approfondimento televisivo con il titolo di; VideoZorro, che prese spunto dallo storico RadioZorro, sempre con gli stessi argomenti. Il programma fu trasmesso tutti i giorni da lunedì a venerdì alle 13:30 circa, nel corso di Videosapere. L'anno successivo 1996 - 1997, ritornò lo storico Chiamate Roma 3131, e per due anni si ebbero esclusivamente donne alla conduzione, da Donatella Raffai a Enrica Bonaccorti; quest'ultima per un breve periodo fu sostituita da Angela Buttiglione.
Dal 1998 fu Barbara Palombelli a cambiare il titolo della trasmissione, con il nome di Se telefonando, ma dal 1999 si ebbe una nuova denominazione con 3131 Fatti e sentimenti, la cui conduzione fu affidata a Roberta Tatafiore. Nel 2000 la trasmissione fu rinominata 3131 Chat e a condurla fu Carola Silvestrelli. L'anno dopo arrivò Pierluigi Diaco, che fece ritornare  lo storico 3131, la sua conduzione però si concluse nel 2006. Durante l'estate del 2005 e 2006 ci fu anche un'edizione estiva del 3131, che fu intitolata 3131 Estate, condotta da Gianluca Favetto, ovvero colui che fu ai microfoni dell'ultima puntata della trasmissione radiofonica. 
Nel gennaio 2020 il programma fu riproposto col titolo Chiamate Mara 3131 e condotto da Mara Venier col maestro Stefano Magnanensi, i quali riscossero notevole successo.
Dopo l'addio di Lidia Motta, la curatrice del 3131 è stata Rita Manfredi; tra le tante redattrici che si sono succedute negli anni si ricordano Mimmi Micocci, Susanna Tartaro, Luisa Carrada, Federica Velonà, Lisa Di Feliciantonio, Francesca Vitale, Valeria Lugaro, Silvia Longo, Gabriella Mangia, Magda Monti, Valeria Salvatores. L'organizzatrice del programma è sempre stata Vittoria Alfaro, mentre il più longevo dei programmisti fu Stefano Coletta, autore anche di molte trasmissioni televisive.
Il programma si occupava dei vari argomenti o dei vari temi che riguardano gli avvenimenti in Italia e all'estero. Per ogni puntata doveva intervenire un ascoltatore o una ascoltatrice, che rispondevano ai vari temi della trasmissione. Gli ascoltatori potevano chiamare al numero telefonico o al numero di Fax 06 - 3131.
Il programma andava in onda tutti i giorni dal lunedì al venerdì, alle ore 10:30, ma per ulteriori variazioni, la trasmissione di volta in volta cambiava l'orario, esattamente di 3 quarti d'ora, alle ore 10:45, ed era suddivisa in due parti: la prima parte dalle 10:30 (oppure 10:45), alle 11:26 circa, per fare la concorrenza con il GR2, per l'edizione Flash, la seconda parte invece, dalle 11:37 circa, fino alle 12:05. Con il cambiamento della nuova Radio Rai, a partire da lunedì 14 marzo fino a venerdì 1º luglio 1994 e poi da lunedì 3 ottobre 1994 fino a venerdì 30 giugno 1995, fino ai primi anni 2000, la 1ª parte dello storico 3131 non aveva più la concorrenza con il Gr2 delle 11:30 dopo che è stata cambiata la nuova informazione radiofonica della Rai, ma aveva le notizie dal C.C.I.S.S. Viaggiare informati - Ondaverde, fino alle 11:34 circa. Nella versione condotta da Mara Venier va in onda dalle 15 alle 16 dal lunedì al venerdì.

## Conduttori della trasmissione
- Chiamate Roma 3131: Franco Moccagatta, Federica Taddei, Gianni Boncompagni (dal 1969 al 1973), Paolo Cavallina, Luca Liguori e Velio Baldassarre (dal 1973 al 1975);
- Sala F: Livia Bacci, Filumena Luciani e Angela Buttiglione;
- Radiodue 3131: Corrado Guerzoni (dal 1981 al 1990); Gianluca Nicoletti (dal 1987 al 1990) saltuariamente come conduttore supplente, durante l'assenza di Guerzoni, e poi come conduttore fisso dal 1990 al 1993, Paolo Restuccia (dal 1991 al 1993) così come lo era stato anche per il giornalista Rino Icardi che saltuariamente nel 1980 condusse la trasmissione, direttamente dal pulmino mobile della Rai, Maria Di Cosimo (dal 1990 al 1991), Eloisa Gallinaro (dal 1990 al 1991), Silvia Calandrelli (dal 1990 al 1991), Marisa Mantovani (dal 1990 al 1991), Raffaella Soleri (dal 1991 al 1992);
- 3131 Notte: Ivano Balduini (dal 1982), Leopoldo Antinozzi (dal 1984);
- 3131 Le ore della notte  e poi di seguito  Dentro la sera Maurizio Ciampa e Marco Guzzi (dal 1985 al 1993);
- 3131: Maurizio Ciampa e Marco Guzzi (dal 1993 al 1995);
- 3131 - Speciale; Bosnia: Sergio Valzania (1995, conduceva l'edizione speciale);
- 3131 - Speciale; Lavoro, Economia e Immigrazione: Sergio Valzania (dal 18 al 22 settembre la 1ª settimana);
- 3131 - Speciale Comunicazione, Radio TV, editoria: Gianluca Nicoletti (dal 25 al 29 settembre del 1995 la 2ª settimana);
- RadioZorro 3131: Oliviero Beha (solo nel 1995 - 1996);
- Chiamate Roma 3131 - Nuova edizione: Donatella Raffai (nel 1996) ed Enrica Bonaccorti (dal 1997 al 1998)
- Se Telefonando: Barbara Palombelli (dal 1998 a fine 1999);
- 3131 Fatti e sentimenti: Roberta Tatafiore (da fine 1999 al 2000);
- 3131 Chat: Carola Silvestrelli (dal 2000 al 2001);
- 3131: Pierluigi Diaco (dal 2001 al 2006);
- Chiamate Mara 3131 : Mara Venier col maestro Stefano Magnanensi (2020).

## L'estate del 3131
- Pronto estate: Simona Fasulo (1990 e 1991)
- L'estate in tasca: Simona Fasulo e Mauro De Cillis, che oltre al regista fa per la prima volta il conduttore (1992)
- 3131 Estate: Gianluca Favetto (2005 e 2006)

## Registi della trasmissione
- Vittorio Melloni (dal 14 aprile 1980 al 16 gennaio 1981)
- Sandro Rossi (dal 19 gennaio al 31 marzo 1981)
- Vittorio Melloni (dal 1º aprile al 31 dicembre 1981)
- Maurizio Ventriglia (dal 4 gennaio al 2 aprile 1982)
- Vittorio Melloni (dal 5 aprile al 25 giugno 1982)
- Luigi Tani (dal 2 ottobre 1984 al 30 aprile 1985)
- Giovanni Messina (dal 1º maggio al 20 dicembre 1985)
- Gianluca Nicoletti (dal 23 dicembre 1985 al 26 giugno 1987)
- Paolo Jorio (dal 1986 al 1988) per l'edizione serale
- Fabrizio Falconi (dal 1987 al 1988, fu sostituito poi da Francesco Malgaroli)
- Paolo Restuccia (dal 1988 al 1991; divenne poi il conduttore di punta accanto a Gianluca Nicoletti, nella stagione successiva)
- Simona Fasulo (sostituì per una breve settimana Paolo Restuccia nel 1990)
- Marco Ferrazzoli (da ottobre 1991 a gennaio 1992)
- Alessandra Tocci (da gennaio a giugno 1992)
- Leopoldo Antinozzi (1990 - 1992 per l'edizione notturna), (nel 1992 - 1993 per l'edizione mattutina), (dal 21 febbraio al 1º luglio 1994, sostituendo Emanuela Ceccarini) e poi fu ritornato come regista fisso, da settembre 1995 a giugno 1996, con la conduzione di Oliviero Beha, grazie al suo RadioZorro 3131
- Emanuela Ceccarini (dal 5 ottobre 1992 al 2 luglio 1993, per l'edizione serale di Dentro la sera), (dal 4 ottobre 1993 al 18 febbraio 1994 per l'edizione mattutina del 3131)
- Andrea Scazzola (da ottobre 1994 a febbraio del 1995)
- Alberto Zanazzo (da febbraio a giugno del 1995)
- Sergio Valzania (dal 1995 al 1998)
- Danilo Paoni (dal 2001 al 2003)

## Dopo Radiodue 3131
Gianluca Nicoletti dal 1993 al 1997 condusse su Radio 2 un nuovo programma radiofonico di attualità dal titolo: Golem, trasferito direttamente su Radio 1, dal 1997 al 2004 e poi di seguito Radiocomando nel 1993 e Vipera nel 1994 trasmessi entrambi su Radio 2, in seguito però dal 2004 fu passato a Radio 24 a riprendere il suo programma con il titolo al contrario Melog, Paolo Restuccia divenne regista della storica trasmissione radiofonica Il ruggito del coniglio, trasmesso per anni su Radio 2, a partire dal 1995 in poi, con la conduzione di Antonello Dose e Marco Presta.
Mauro De Cillis e Simona Fasulo si sono dedicati alla ideazione del programma televisivo di Raiuno Utile e futile, trasmesso dal 1994 al 1995, mentre De Cillis era impegnato su altre trasmissioni della Rai. Oltre i vari radiodrammi, trasmessi nel 1994 su Radio 2, la Fasulo diventa script editor in varie soap televisive Mediaset e Rai. E poi scrive e realizza documentari.
Corrado Guerzoni dopo 9 edizioni dello storico Radiodue 3131 dal 1981 al 1990 divenne in seguito il capostruttura e manager di molte trasmissioni radiofoniche di Radio 2 fino al suo pensionamento nei primi anni 2000.
Esclusi Luca Liguori e Rino Icardi, Michele Mirabella e Luciano Rispoli, dopo lo storico "3131", hanno proseguito con altre attività lavorative in radio e in televisione. Il primo, Luca Liguori, diventato uno dei volti storici del giornalismo conducendo alcune edizioni del Gr2 fino al 1994, tra cui anche lo speciale del Gr2, è stato anche il "vaticanista" del Gr2, e infatti ha curato anche la rubrica religiosa del Gr2 Oggi è domenica trasmesso tutte le domeniche mattina alle 08:10 circa. Il secondo, Rino Icardi, era diventato successivamente giornalista e conduttore di molte edizioni del Gr2 dal 1980 fino al 1991. Dal 1990 è passato alla co-conduzione di Tutto il calcio minuto per minuto direttamente da Roma, mentre Massimo De Luca (il conduttore attuale) conduceva dallo Studio Centrale di Milano. Il terzo, Michele Mirabella, ha proseguito sia in radio che in televisione, affiancando il suo celeberrimo amico e collega Toni Garrani, conducendo molti programmi d'intrattenimento, trasmessi dalla Rai, impressionando poi nel 1983 il ruolo del ragionier Fonelli/Cobram 2 in "Fantozzi subisce ancora". Il quarto, Luciano Rispoli, ha proseguito la sua attività da conduttore sia in radio che in televisione. Dal 1985 al 1988 su Raiuno e poi solo nell'anno 2002 - '03 su Raitre in collaborazione con Rai Edu aveva condotto un gioco che riguardava la cosiddetta lingua italiana "Parola mia", portando in tv prima Anna Carlucci e poi Chiara Gamberale, e il professor Gianluigi Beccaria, poi conduceva altri programmi per la Rai. Dal 1993 al 2001 è passato a TMC, dove condusse un programma di grande successo Tappeto volante, traslocato poi su Canale Italia. Dal 1991 al 1993 su Radio 2 Rispoli prese il posto del conduttore uscente Ermanno Anfossi, conducendo sia Impara l'arte e poi di seguito Il signor Bonalettura, che dal 1993 lo sostituì Alessandro Cecchi Paone.
Ivano Balduini divenne l'ideatore della storica trasmissione di Raiuno Unomattina, compreso l'edizione estiva. È morto il 9 dicembre 2017 all'età di 62 anni.
Maurizio Ciampa, Marco Guzzi e la curatrice Rita Manfredi hanno continuato ancora le loro attività a Radio Rai; Nel 1996 (mese di gennaio) Maurizio Ciampa aveva condotto su Radio 1, un programma di attualità, informazione e storia, curato da Rita Manfredi, dal titolo; La nostra Repubblica, con la collaborazione di Raffaello Uboldi, replicato anche su Radio 3 e poi di seguito Radiocelluloide, trasmesso sempre su Radio 1, dal 1997 al 1998, successivamente negli anni duemila, Ciampa è passato a Radio 3, dove conduceva, una trasmissione radiofonica, con ospiti in studio, Marco Guzzi invece conduceva su Radio 1 a tarda sera prima di mezzanotte, una trasmissione di durata 20 minuti circa, con ospiti famosi al telefono, dal titolo; Sognando il giorno, trasmesso dal 1996 al 1998, attualmente è fondatore del gruppo Darsi pace, in vigore dal 1999 a oggi.
Sergio Valzania, sin dalla fine degli anni '90, fu diventato lo storico ideatore di varie trasmissioni d'intrattenimento della Rai, anche Anna De Laura sin dagli inizi degli anni '90 è diventata una delle conduttrici radiofoniche di Radio 2, conducendo programmi d'intrattenimento nella fascia pomeridiana.

## Il ritorno dello storico 3131
Ultimamente nel corso degli ultimi 13 anni la storica trasmissione radiofonica 3131 è possibile riascoltarlo attraverso la piattaforma di RaiPlay Sound e sul canale radiofonico Rai Radio Techete', con le puntate storiche a tema e argomenti e con le interviste ai storici conduttori realizzate da Elisabetta De Toma.